# Erozja kawitacyjna
Erozja kawitacyjna - proces oddziaływania impulsów ciśnień na powierzchnię materiału. Proces ten można często obserwować w odniesieniu do śrub bądź rur, wywołany jest on zjawiskiem kawitacji, czyli cyklicznemu procesowi powstawania pęcherzyków związanymi ze zmianami ciśnienia w cieczy.